# ويندي بلاكلوك
ويندي بلاكلوك (بالإنجليزية: Wendy Blacklock)‏ هي ممثلة أسترالية، ولدت في 1932 في أستراليا.

## وصلات خارجية
- ويندي بلاكلوك على موقع IMDb (الإنجليزية)
- ويندي بلاكلوك على موقع قاعدة بيانات الفيلم (الإنجليزية)